# Kajetan Łempicki
Kajetan Junosza Łempicki (ur. ok. 1750, zm. 1830) – uczestnik konfederacji barskiej i powstania kościuszkowskiego. Mieszkaniec Niebylca. 
W czasie konfederacji barskiej w 1768 r. do obrony Polski przed wojskami rosyjskimi włączyli się mieszkańcy Niebylca, którymi dowodził Kajetan Junosza Łempicki. W 1794 r. wyruszył on na pomoc powstaniu kościuszkowskiemu. W 1790 r. na rodziców chrzestnych swej córki urodzonej 19 kwietnia 1790 r. Zofii Katarzyny Anastazji Łempickiej- poprosił pensjonariuszy szpitala ubogich - Wojciecha Szymańskiego i jego żonę Agnieszkę. Zmarł w 1830 r. i pochowany został na miejscowym, przykościelnym cmentarzu w Niebylcu Do czasów obecnych zachował się nagrobek ufundowany przez Kuczkowskiego lub przez jego wnuczkę w 1863 r.